# Podlog, Črnomelj
Podlog este o localitate din comuna Črnomelj, Slovenia, cu o populație de 60 de locuitori.